# Marcelina Zawadzka
Marcelina Zawadzka (Malbork, 25 gennaio 1989) è una modella polacca, incoronata Miss Polonia 2011 e rappresentante del Paese a Miss Universo 2012.

## Carriera
Marcelina Zawadzka ha lavorato sin da giovanissima come modella professionista e ha ricevuto numerosi riconoscimenti e premi in vari concorsi locali.
Il 9 dicembre 2011 è stata incoronata Miss Polonia 2011 presso il centro per il folclore "Matecznik - Mazowsze" a Otrębusy, vicino a Varsavia. Grazie a quel titolo, Marcelina Zawadzka ha rappresentato la Polonia nella sessantunesima edizione di Miss Universo.